# حفاظت سامانه قدرت

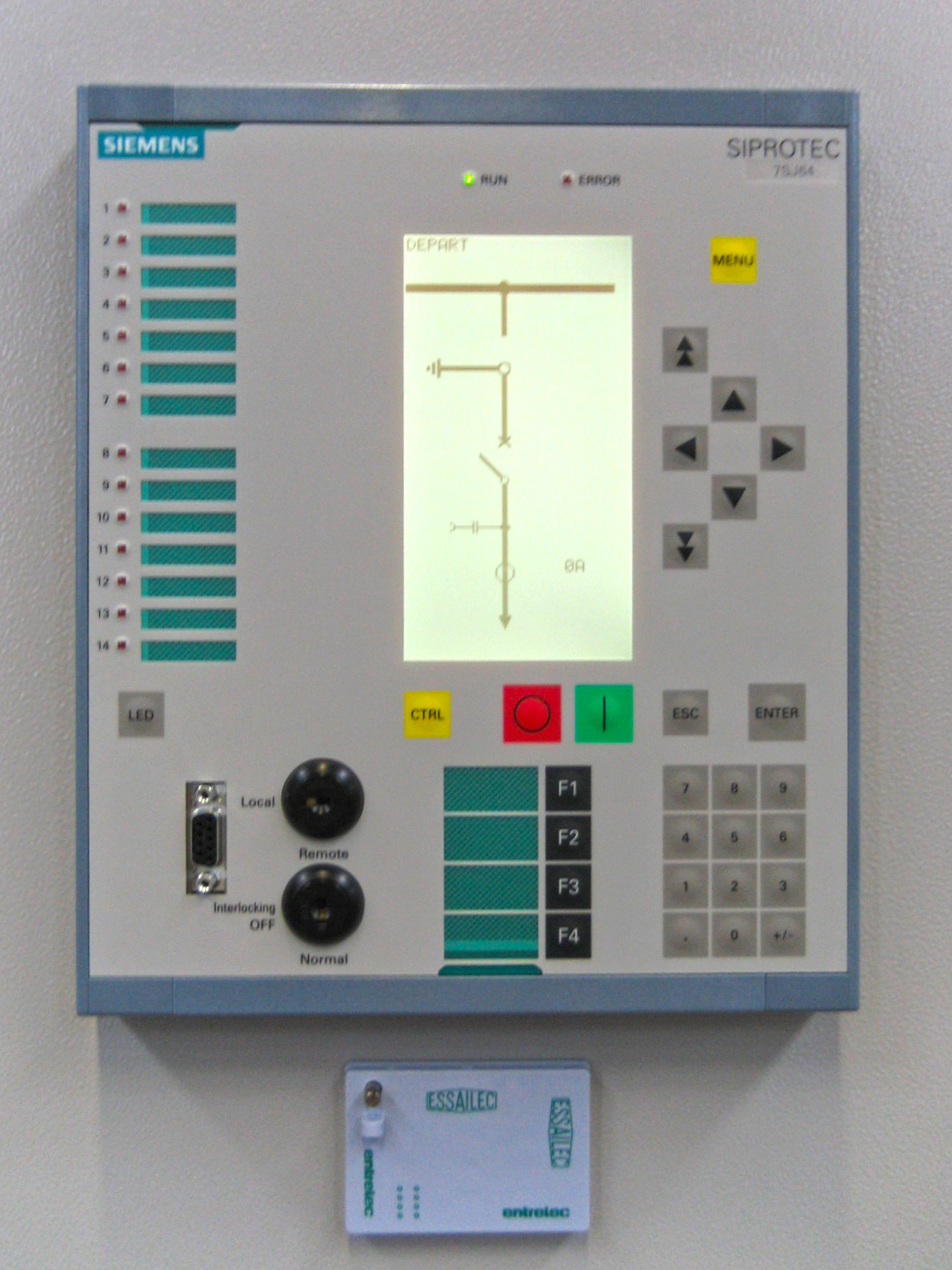
یک رله حفاظتی شبکه توزیع

حفاظت سامانه قدرت شاخه‌ای از مهندسی برق قدرت است که با حفاظت از سامانه‌های قدرت الکتریکی در برابر خطاها از طریق ایزولاسیون بخش‌های خطازده از بقیه شبکه الکتریکی سر و کار دارد. هدف طرح حفاظتی پایدار نگهداشتن سامانه قدرت از طریق ایزوله کردن فقط بخش‌های تحت خطا و تحت بهره‌برداری نگه داشتن بیشترین بخش‌های ممکن از شبکه است؛ بنابراین، طرحهای حفاظتی لازم است شیوه‌ای بسیار عملگرایانه و بدبینانه را برای پاک کردن خطاهای سامانه مورد استفاده قرار دهند. فناوری و فلسفه‌های استفاده شده در طرح‌های حفاظتی ممکن است اغلب قدیمی و قویاً تثبیت شده باشد چرا که لازمست بسیار قابل اطمینان باشند.